# Santa Ninfa
Santa Ninfa ist eine Gemeinde im Freien Gemeindekonsortium Trapani in der Region Sizilien in Italien mit 4753 Einwohnern (Stand 31. Dezember 2023).

## Lage und Daten
Die Gemeinde liegt 50 km südöstlich von Trapani auf einer Höhe von 410 m. Die Gemeinde bedeckt eine Fläche von 63 km². Der Haupterwerb der Einwohner ist die Landwirtschaft.
Die Nachbargemeinden sind Calatafimi Segesta, Castelvetrano, Gibellina, Partanna, Salaparuta und Salemi.

## Geschichte

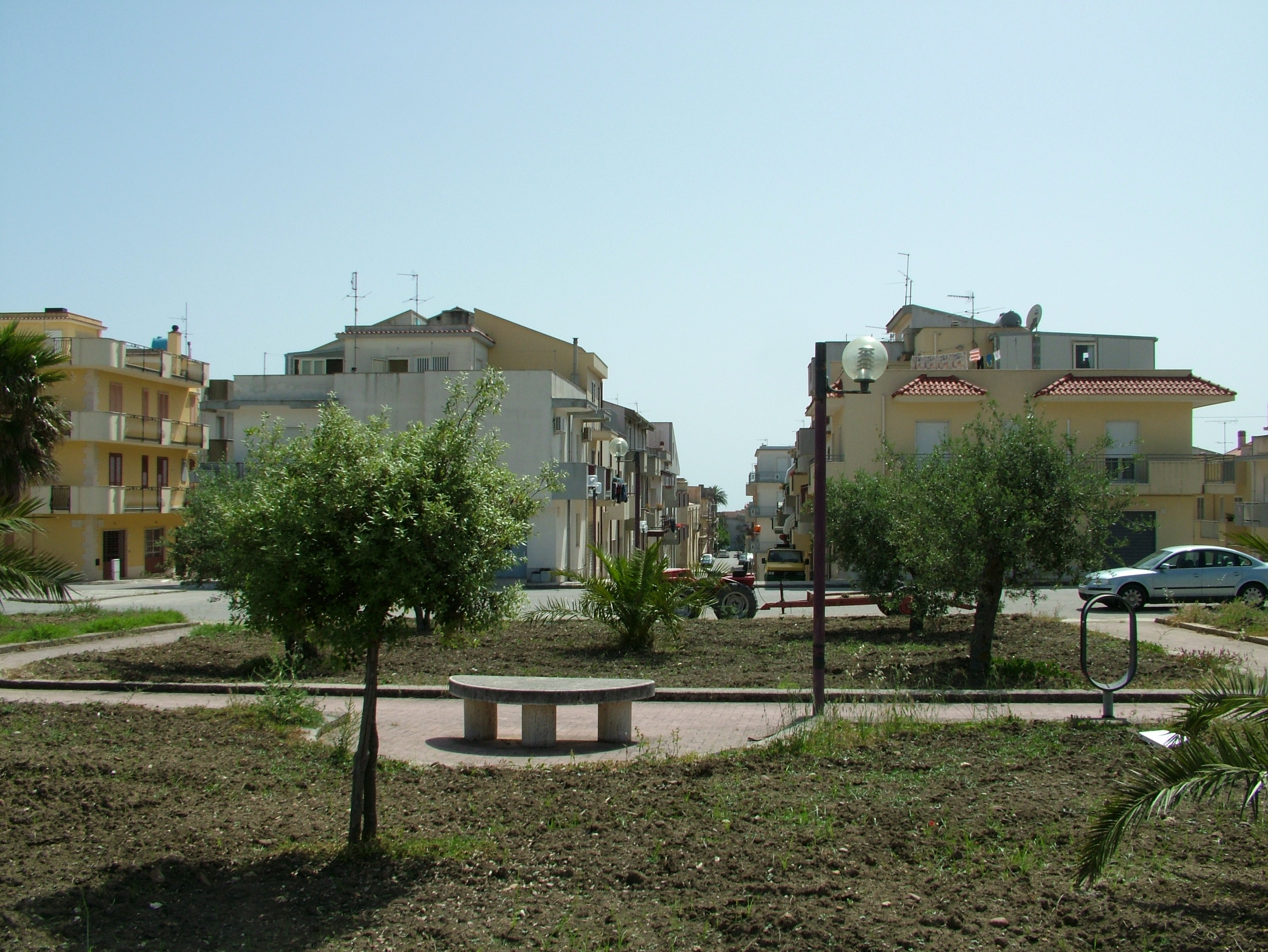
Santa Ninfa, Piazza

Die Gemeinde wurde im Jahre 1605 gegründet. Bei dem Erdbeben im Jahre 1968 wurde die Gemeinde zerstört. Die Einwohner bauten die Gemeinde teilweise an der alten Stelle und teilweise etwas weiter südlich wieder auf.